# Американец в Париже (мюзикл)
«Америка́нец в Пари́же» (англ. An American in Paris) — мюзикл на либретто Крейга Лукаса, музыку Джорджа Гершвина, слова Айры Гершвина и с хореографией Кристофера Уилдона. Основан на одноимённом фильме 1951 года. Мировая премьера мюзикла состоялась в бродвейском театре «Палас» 12 апреля 2015 года. До этого в Парижском «Шатле» прошёл этап предпоказов.

## Актёрский состав
| Роль            | Артисты          |
| --------------- | ---------------- |
| Джерри Маллиган | Роберт Файрчайлд |
| Лиз Дассен      | Линн Коп         |
| Мадам Борель    | Ванн Кокс        |
| Мило            | Джилл Пейс       |
| Адам Хокберг    | Брэндон Юрановиц |
| Генри Борель    | Макс фон Эссен   |

## Музыка

### Музыкальные партии
| Акт I - «Concerto in F» — Ансамбль - «I Got Rhythm» — Генри, Адам, Джерри, ансамбль - «Second Prelude» — Лиз и ансамбль - «I've Got Beginner's Luck» — Джерри - «The Man I Love» — Джерри - «Liza» — Лиз - «’S Wonderful» — Адам, Генри, Джерри, ансамбль - «Shall We Dance?» — Мило - «Second Rhapsody» / «Cuban Overture» — Ансамбль | Акт II - «Entr'acte» — Оркестр - «Fidgety Feet» — Джерри и ансамбль - «Who Cares?» — Мило, Адам, Генри - «For You, For Me, For Evermore» — Лиз, Генри, Джерри, Мило - «But Not for Me» — Мило - «I'll Build a Stairway to Paradise» — Генри, Адам, ансамбль - «An American in Paris» — Ансамбль - «They Can't Take That Away from Me» — Адам, Джерри, Генри |

## Постановки

### Предпоказы
| Город (страна)  | Театральная площадка | Дата открытия | Дата закрытия | Кол-во спектаклей |
| --------------- | -------------------- | ------------- | ------------- | ----------------- |
| Париж (Франция) | «Шатле»              | 10.12.2014    | 04.01.2015    | 39                |
| Нью-Йорк (США)  | «Палас» (Бродвей)    | 13.03.2015    | 11.04.2015    | 29                |

### Стационарные
| Город (страна) | Компания                   | Театральная площадка | Дата открытия | Дата закрытия | Кол-во спектаклей   |
| -------------- | -------------------------- | -------------------- | ------------- | ------------- | ------------------- |
| Нью-Йорк (США) | «Nederlander Organization» | «Палас» (Бродвей)    | 12.04.2015    | в прокате     | 399 (на 27.03.2016) |

## Награды и номинации
| Год  | Премия                             | Категория                            | Номинант(ы)                                | Результат |
| ---- | ---------------------------------- | ------------------------------------ | ------------------------------------------ | --------- |
| 2015 | «Драма Деск»                       | Лучший мюзикл                        |                                            | Номинация |
| 2015 | «Драма Деск»                       | Лучший актёр в мюзикле               | Роберт Файрчайлд                           | Победа    |
| 2015 | «Драма Деск»                       | Лучшая актриса в мюзикле             | Линн Коп                                   | Номинация |
| 2015 | «Драма Деск»                       | Лучший актёр второго плана в мюзикле | Макс фон Эссен                             | Номинация |
| 2015 | «Драма Деск»                       | Лучшее либретто для мюзикла          | Крейг Лукас                                | Номинация |
| 2015 | «Драма Деск»                       | Лучшая хореография                   | Кристофер Уилдон                           | Победа    |
| 2015 | «Драма Деск»                       | Лучшая режиссура мюзикла             | Кристофер Уилдон                           | Номинация |
| 2015 | «Драма Деск»                       | Лучший дизайн костюмов               | Боб Кроули                                 | Номинация |
| 2015 | «Драма Деск»                       | Лучшая оркестровка                   | Кристофер Остин                            | Победа    |
| 2015 | «Драма Деск»                       | Лучший дизайн декораций              | Боб Кроули                                 | Победа    |
| 2015 | «Драма Деск»                       | Лучший дизайн проекций               | «59 Productions»                           | Номинация |
| 2015 | «Драма Деск»                       | Лучший звук в мюзикле                | Джон Вестон                                | Номинация |
| 2015 | «Драма Лонг»                       | Лучший мюзикл                        |                                            | Победа    |
| 2015 | «Драма Лонг»                       | Лучшее выступление                   | Линн Коп                                   | Номинация |
| 2015 | «Драма Лонг»                       | Лучшее выступление                   | Роберт Файрчайлд                           | Номинация |
| 2015 | «Outer Critics Circle Award»       | Новый Бродвейский мюзикл             |                                            | Победа    |
| 2015 | «Outer Critics Circle Award»       | Лучший актёр в мюзикле               | Роберт Файрчайлд                           | Победа    |
| 2015 | «Outer Critics Circle Award»       | Лучшая актриса в мюзикле             | Линн Коп                                   | Номинация |
| 2015 | «Outer Critics Circle Award»       | Лучший актёр второго плана в мюзикле | Макс фон Эссен                             | Номинация |
| 2015 | «Outer Critics Circle Award»       | Лучшая хореография                   | Кристофер Уилдон                           | Победа    |
| 2015 | «Outer Critics Circle Award»       | Лучшая режиссура мюзикла             | Кристофер Уилдон                           | Победа    |
| 2015 | «Outer Critics Circle Award»       | Лучший свет                          | Наташа Кац                                 | Номинация |
| 2015 | «Outer Critics Circle Award»       | Лучший дизайн декораций              | Боб Кроули                                 | Номинация |
| 2015 | «Премия имени Фреда и Адель Астер» | Лучшая танцовщица                    | Лин Коп                                    | Победа    |
| 2015 | «Премия имени Фреда и Адель Астер» | Лучшая танцовщица                    | Джилл Паис                                 | Номинация |
| 2015 | «Премия имени Фреда и Адель Астер» | Лучший танцовщик                     | Роберт Файрчайлд                           | Победа    |
| 2015 | «Премия имени Фреда и Адель Астер» | Лучший хореограф                     | Боб Кроули                                 | Победа    |
| 2015 | «Тони»                             | Лучший мюзикл                        |                                            | Номинация |
| 2015 | «Тони»                             | Лучшая мужская роль                  | Роберт Файрчайлд за роль Джерри Маллигана  | Номинация |
| 2015 | «Тони»                             | Лучшая женская роль                  | Линн Коп за роль Лиз Дассен                | Номинация |
| 2015 | «Тони»                             | Лучшая мужская роль второго плана    | Брэндон Юрановиц за роль Адама Хохберга    | Номинация |
| 2015 | «Тони»                             | Лучшая мужская роль второго плана    | Макс фон Эссен за роль Генри Баурела       | Номинация |
| 2015 | «Тони»                             | Лучшее либретто                      | Крейг Лукас                                | Номинация |
| 2015 | «Тони»                             | Лучшая хореография                   | Кристофер Уилдон                           | Победа    |
| 2015 | «Тони»                             | Лучшая режиссура                     | Кристофер Уилдон                           | Номинация |
| 2015 | «Тони»                             | Лучший дизайн костюмов               | Боб Кроули                                 | Номинация |
| 2015 | «Тони»                             | Лучший свет                          | Наташа Кац                                 | Победа    |
| 2015 | «Тони»                             | Лучшая оркестровка                   | Кристофер Остин, Дон Себески и Билл Эллиот | Победа    |
| 2015 | «Тони»                             | Лучший дизайн сцены                  | Боб Кроули и «59 Productions»              | Победа    |
| 2016 | «Грэмми»                           | Лучший альбом музыкального театра    |                                            | Номинация |